# Jablanovec
 Jablanovec  falu Horvátországban Zágráb megyében. Közigazgatásilag Zaprešićhez tartozik.

## Fekvése
Zágráb központjától 12 km-re északnyugatra, községközpontjától 5 km-re északkeletre a Medvednica-hegység északnyugati lábánál fekszik. 

## Története
A településnek 1857-ben 677, 1910-ben 883 lakosa volt.
Trianon előtt Zágráb vármegye Zágrábi járásához tartozott. Kulturális és művészeti egyesületét 2006-ban alapították. 2011-ben 1335 lakosa volt.

## Lakosság
| Lakosság változása | Lakosság változása | Lakosság változása | Lakosság változása | Lakosság változása | Lakosság változása | Lakosság változása | Lakosság változása | Lakosság változása | Lakosság változása | Lakosság változása | Lakosság változása | Lakosság változása | Lakosság változása | Lakosság változása | Lakosság változása |
| ------------------ | ------------------ | ------------------ | ------------------ | ------------------ | ------------------ | ------------------ | ------------------ | ------------------ | ------------------ | ------------------ | ------------------ | ------------------ | ------------------ | ------------------ | ------------------ |
| 1857               | 1869               | 1880               | 1890               | 1900               | 1910               | 1921               | 1931               | 1948               | 1953               | 1961               | 1971               | 1981               | 1991               | 2001               | 2011               |
| 677                | 710                | 655                | 749                | 798                | 883                | 858                | 914                | 865                | 851                | 861                | 843                | 868                | 1042               | 1343               | 1335               |

## Nevezetességei
Keresztelő Szent János tiszteletére szentelt kápolnája a falu központjában, a Zágráb-Bistra út mentén található. Az írott források szerint a 17. században épült egy régebbi fakápolna helyén, mai formáját a 19. század második felében kapta, amikor bővítették. Az egyhajós kápolnát sokszögletű szentély zárja le, a főhomlokzat bejárati tengelye fölött pedig piramis alakú bádogsisakkal lezárt harangtorony emelkedik. Az egyszerűen megmunkált falfelületek egyetlen plasztikus ékességei a főhomlokzat szélein található rusztikus négyzetek és a félköríves ív közepén zárókővel ellátott kő portálkeret. A kápolna magas építészeti értékéhez hozzájárul a fennmaradt eredeti szentély, amelyet fiókos dongaboltozattal fedtek be.